# Best of My Love
«Best of My Love» es una canción interpretada por la banda estadounidense Eagles. Fue publicada el 5 de noviembre de 1974 como el tercer y último sencillo de su álbum On the Border.

## Escritura y temática
Escrita principalmente por Don Henley, «Best of My Love» trata sobre una relación que “se está desmoronando” y que valía la pena conservar. En la biografía de la banda escrita por Marc Eliot, To the Limit: The Untold Story of the Eagles, Henley afirma que sentía “mucha culpa y remordimiento” por una ruptura en el momento en que escribió la letra de «Best of My Love». La letra se inspiró en parte en la ruptura de Henley con su entonces novia Suzannah Martin.
Según Henley, la mayoría de las letras fueron escritas mientras estaba en una cabina en el restaurante Dan Tana’s cerca del Troubadour. El maître de Dan Tana, Guido, fue agradecido en las notas del álbum.

## Composición y arreglos
En 2009, J.D. Souther dijo sobre la composición de «Best of My Love»: “Glenn encontró la melodía; creo que la melodía provenía de un disco de Fred Neil... Nosotros estábamos trabajando en ese álbum (On the Border) y llegamos a Londres. Los tres lo estábamos escribiendo y teníamos un plazo límite para terminarlo. No sé de dónde sacamos la inspiración”. Musicalmente, «Best of My Love» ha sido descrita como una canción de soft rock, country, country rock, easy listening.
Glenn Frey recordó: “Estaba tocando la guitarra acústica una tarde en Laurel Canyon, y estaba tratando de averiguar una afinación que Joni Mitchell me había mostrado un par de días antes. Me perdí y terminé con la afinación de guitarra para lo que luego resultaría ser «The Best of My Love»”.

## Recepción de la crítica
Un escritor no especificado de la revista Cash Box consideró la canción como “una melodía suave y relajada”, y elogió las armonías “habitual[es] de Eagle[s]” y la instrumentación “suave y acústica”.

## Rendimiento comercial
En Estados Unidos, el sencillo debutó en el número 40 en la lista Easy Listening durante la semana que terminó el 14 de diciembre de 1974, donde se desempeñó como el debut más alto de la edición. Después de escalar de manera constante la lista durante ocho semanas consecutivas, encabezó la lista el 1 de febrero de 1975, donde desplazó «Morning Side of the Mountain» de Donny and Marie Osmond del puesto más alto. «Best of My Love» salió de la lista Easy Listening el 5 de abril en el número 36; en total, pasó diecisiete semanas consecutivas entre los rankings de la lista. En la lista de sencillos de todos los géneros, «Best of My Love» alcanzó el número 1 el 1 de marzo.
Fuera del país natal de la banda, el sencillo tuvo un éxito comercial similar. En Canadá, «Best of My Love» debutó en el puesto número 46 de la lista RPM Pop Music Playlist durante la semana que terminó el 11 de enero de 1975, donde se desempeñó como el quinto debut más alto de la edición. En su sexta semana en la lista, «Best of My Love» alcanzó el primer puesto que anteriormente ocupaba «Morning Side of the Mountain» de Donny and Marie Osmond. «Best of My Love» salió de la lista Pop Music Playlist el 29 de marzo en el número 39; en total, pasó once semanas consecutivas entre los rankings de la lista. En la lista de sencillos de todos los géneros, «Best of My Love» alcanzó el número 1 el 1 de marzo.

## Revisión retrospectiva
En una reseña retrospectiva de su columna The Number Ones, el escritor de Stereogum, Tom Breihan, la consideró “una canción bastante bonita”, aunque señaló que “es casi enloquecedoramente lenta – un trabajo pesado y tedioso sin ritmo”.
En una reseña posicionando cada canción #1 de los años 1970 de peor a mejor, el crítico de Cleveland.com, Troy L. Smith, posicionó la canción en el puesto #141. Smith lo consideró un “tema lento, casi demasiado lento”, pero reconoce que “su ambiente suave tiene una forma de hipnotizarte gracias a la voz de Don Henley”. Alli Patton de American Songwriter consideró la canción como “una pista acústica perezosa, hermosamente armoniosa y profundamente emotiva”. Los Ángeles Times la llamó “una balada tierna y llena de armonía”. Far Out Magazine la consideró “prácticamente perfecta, desde las guitarras acústicas suspirantes que avanzan lentamente hasta la suave voz de Henley que guía todo”.

### Clasificaciones
Rolling Stone colocó «Best of My Love» en el puesto número 2 de su lista “J.D. Souther: 12 Canciones Imprescindibles”. El crítico Joseph Hudak la llamó “una de las canciones con más sonido country de la banda”, y lo atribuyó a la guitarra de acero con pedal de Bernie Leadon y la producción de Glyn Johns. En 2024, Sterling Whitaker clasificó la canción en el número uno de su lista de “Las 10 Mejores Canciones de J.D. Souther”. Billboard la incluyó en su lista de “Las 15 Mejores Canciones de The Eagles: Recomendaciones de los Críticos” Rolling Stone colocó «Best of My Love» en el puesto número 14 de su lista de “Las 40 Mejores Canciones de los Eagles”. American Songwriter incluyó «Best of My Love» en su lista de las “3 de las Mejores Canciones de Amor de los Eagles”, y Alex Hopper la consideró “una de las mejores canciones de Eagles, sin lugar a dudas”.

## Posicionamiento

### Gráfica semanal
| Gráfica (1975)                            | Pico de posición |
| ----------------------------------------- | ---------------- |
| Australia (Kent Music Report)             | 14               |
| Canadá (RPM Top Singles)                  | 1                |
| Canadá (RPM Pop Music Playlist)           | 1                |
| Estados Unidos (Billboard Hot 100)        | 1                |
| Estados Unidos (Billboard Easy Listening) | 1                |

### Gráfica de fin de año
| Gráfica (1975)                            | Pico de posición |
| ----------------------------------------- | ---------------- |
| Australia (Kent Music Report)             | 95               |
| Canadá (RPM Top Singles)                  | 30               |
| Estados Unidos (Billboard Hot 100)        | 13               |
| Estados Unidos (Billboard Easy Listening) | 12               |